# 石国鹏
石国鹏（1972年—），男，北京人，中国历史教师。曾参与撰写教科书《历史选修3——20世纪的战争与和平》。

## 生平
1994年获得首都师范大学历史教育学学士，后获得加拿大阿卡迪亚大学教育学院“领导力与学校发展”教育硕士。
2003年至2017年在北京四中工作，期间成为该校国际教育创始人之一，国际校区校长。
2017年底在海南创办海南蓝湾未来领导力学校，任校长。
2021年6月，因在亚布力中国企业家论坛谈及抵制外国货物的爱国行动时，宣称年轻人不要与西方为敌，“收起小粉红心态”，“你这么跳不打你打谁”，引发网友批评和热议。

## （页面存档备份，存于）部链接
- 海南蓝湾未来领导力学校 （页面存档备份，存于）
- 石国鹏讲历史（YouTube） （页面存档备份，存于）
- 石国鹏公开课（YouTube）
- 石国鹏——《晚清与民国 ·为什么中国没能师夷长技而日本成功了(下)》 （页面存档备份，存于）  16分22秒，說自己出生年份為1972年。